# Шараф, Исам
Исам Абдель-Азиз Шараф (араб. عصام عبد العزيز شرف‎; род. 1952, Эль-Гиза) — египетский политический и государственный деятель, исполнявший обязанности премьер-министра Египта с 3 марта по 21 ноября 2011 года.
Родился в 1952 году в Гизе, Египет, получил степень бакалавра в Каирском университете в 1975 году, продолжил образование в США, в Университете Пердью, где получил степень магистра в 1980 году и доктора в 1984 году, по специальности инженер-строитель.
Преподавал в Университете Пердью, Каирском университете и Университете короля Сауда. Занимал должность министра транспорта Египта с июля 2004 по декабрь 2006 года, после отставки вернулся к преподавательской деятельности. Принимал активное участие в демонстрациях на площади Тахрир. 3 марта 2011 года распоряжением Высшего совета Вооружённых сил назначен главой временного правительства Египта.
Известен как противник нормализации отношений с Израилем, считает завершение палестино-израильского конфликта обязательным предварительным условием для налаживания сотрудничества между двумя странами.